# Hakea pedunculata
Hakea pedunculata (лат.) — кустарник или небольшое дерево, вид рода Хакея (Hakea) семейства Протейные (Proteaceae). Встречается в крайнем северном регионе Квинсленда и прилегающих островах. Цветёт преимущественно с апреля по август.

## Ботаническое описание
Hakea pedunculata — кустарник или небольшое дерево, часто искривлённое, обычно вырастает до высоты от 1 до 5 м. Имеет мелко-потрескавшуюся кору тёмного цвета и плоские листья, которые имеют узкую или широкую яйцевидную форму длиной 5—10 см и шириной 8—20 мм. Около сорока кремово-белых цветов собраны в группу на стебле длиной 6,5–25 мм, каждый цветок на слегка шероховатой цветоножке длиной 2–10 мм, покрытой белыми мягкими волосками. Плоды имеют наклонную яйцевидную форму, сужающиеся на каждом конце, длиной от 2 до 3 см и шириной от 1 до 1,2 см, оканчивающиеся коротким изогнутым назад клювом длиной около 2–3 мм. Цветёт преимущественно с апреля по август, иногда и в феврале. Когда плод созревает, два клапана открываются, обнаруживая более тёмную и более светлую зону. Разновидность с более бледным слоем имеет тенденцию сохранять свои семена дольше. Вид Hakea pedunculata является уникальным в группе Pedunculata своей плодовитостью и болотистой средой обитания.

## Таксономия
Вид Hakea pedunculata был описан немецким ботаником Фердинандом фон Мюллером в 1883 году по образцу, собранному аптекарем В. Энтони Перси возле реки Индевор. В 1886 году Мюллер назвал в честь Перси другой вид хакеи Hakea persiehana. Видовой эпитет — происходит от латинского слова pedunculus, означающего «небольшой тонкий стебель», ссылаясь на плодоножку этого вида — стебля под соцветием, которая намного длиннее, чем у других видов хакей.

## Распространение и местообитание
H. pedunculata растет к северу от Куктауна на полуострове Кейп-Йорк, крупном полуострове в северной части Квинсленда, а также на прилегающих островах. Часто встречается на краю мангровых лесов или в болотистых районах в низменных кустарниках с преобладанием мелалеуки.

## Охранный статус
Вид Hakea pedunculata классифицируется как «не угрожаемый» Департамента окружающей среды и науки, Квинсленд.